# Tour de Ski 2008/09
Die Tour de Ski 2008/09 (Sponsorenname: Viessmann FIS Tour de Ski performance by Craft Sportswear) war ein im Rahmen des Skilanglauf-Weltcups 2008/09 veranstaltetes Etappenrennen. Es fand zwischen dem 27. Dezember 2008 und dem 4. Januar 2009 an vier verschiedenen Orten in drei Ländern statt.
Bei den Frauen siegte die Finnin Virpi Kuitunen, die schon Siegerin der ersten Tour de Ski gewesen war, vor ihrer Landsfrau Aino-Kaisa Saarinen und der Slowenin Petra Majdič. Bei den Herren gewann der Schweizer Dario Cologna ohne einen einzigen Etappensieg – ausgenommen Handicapstarts – vor Petter Northug aus Norwegen und Axel Teichmann, der bei drei Einzeletappen siegte.
Zum ersten Mal fand die Tour de Ski tatsächlich in drei Ländern statt. Bei den ersten beiden Austragungen hatten jeweils einmal Nové Město na Moravě und Oberstdorf die Organisation kurzfristig absagen müssen. Während der gesamten Tour de Ski legten die Frauen eine Distanz von 60 Kilometern zurück, die Männer liefen insgesamt 102 Kilometer.

## Vorfeld

### Absagen

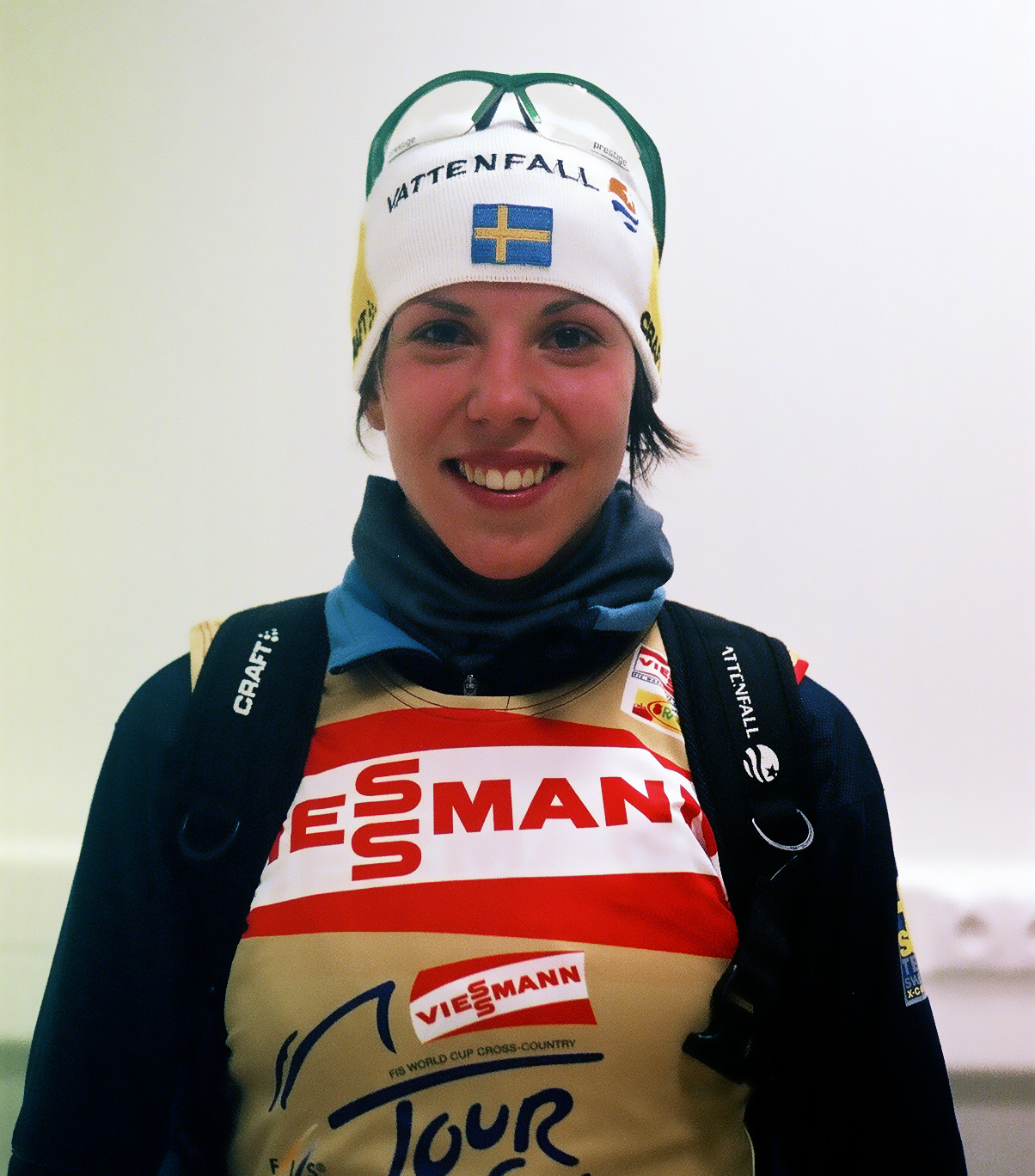
Vorjahressiegerin Charlotte Kalla (hier während der Tour de Ski 2007/2008 abgebildet) sagte die Teilnahme wegen einer Erkältung ab.

Schon direkt nach der Austragung 2007/08 kritisierten schwedische Trainer den ungünstigen Zeitplan der Tour de Ski ein Jahr darauf. Nur wenige Tage nach dieser sollten in Vancouver die Testläufe für die Olympischen Winterspiele 2010 stattfinden, sodass den Athleten kaum Zeit zum Erholen bliebe.
Im Dezember 2008 mehrten sich die Absagen von einigen prominenten Skilangläufern. Johan Olsson, der schon ein Weltcuprennen gewonnen hatte, wollte sich intensiver auf die Nordische Skiweltmeisterschaft 2009 vorbereiten, Odd-Bjørn Hjelmeset ging aus gesundheitlichen Gründen nicht an den Start. Simen Østensen, der bei den ersten beiden Austragungen erfolgreich teilgenommen hatte, wurde ebenso wie Betty-Ann Bjerkreim Nilsen nicht nominiert. Der Österreicher Christian Hoffmann konnte wegen eines grippalen Infektes ebenfalls nicht starten und wurde durch Martin Stockinger ersetzt.
Im Gegensatz zu Tobias Angerer, der sich von seiner Grippe rechtzeitig erholte, musste auch die Schweizerin Laurence Rochat wegen eines Virus absagen. Freiwillig verzichtete Sprintspezialist Ola Vigen Hattestad, bis dahin Gesamtweltcupsführender, auf die Teilnahme, da er die Tour de Ski als zu anstrengend betrachtete. Letzter prominenter Ausfall war die Vorjahressiegerin Charlotte Kalla, die kurz vor dem Start die Tour de Ski wegen einer Erkältung endgültig absagte.

### Prognosen
Da bereits vor der Tour de Ski sieben Weltcuprennen stattgefunden hatten, handelte die FIS diese Athleten vor der Tour als Favoriten. Dabei sind die ausgewählten Topfavoriten mit einem Sternchen (*) markiert, die Favoriten mit einer hochgestellten Eins (1). Alle nicht markierten Athleten wurden als Herausforderer angesehen. Außerdem ist in der letzten Spalte angegeben, welche Platzierung der Läufer tatsächlich erreichte.
| Frauen                  |           |     |
| Virpi Kuitunen1         | Finnland  | 1.  |
| Marit Bjørgen1          | Norwegen  | 10. |
| Justyna Kowalczyk1      | Polen     | 4.  |
| Aino-Kaisa Saarinen1    | Finnland  | 2.  |
| Arianna Follis1         | Italien   | 8.  |
| Therese Johaug          | Norwegen  | 6.  |
| Petra Majdič            | Slowenien | 3.  |
| Walentyna Schewtschenko | Ukraine   | 14. |
| Kristin Størmer Steira  | Norwegen  | 9.  |
| Marianna Longa          | Italien   | 5.  |

| Männer                  |             |     |
| Lukáš Bauer*            | Tschechien  | 11. |
| Martin Johnsrud Sundby1 | Norwegen    | 8.  |
| Alexander Legkow1       | Russland    | 34. |
| Giorgio Di Centa1       | Italien     | 4.  |
| Petter Northug1         | Norwegen    | 2.  |
| Pietro Piller Cottrer1  | Italien     | 7.  |
| Tor Arne Hetland        | Norwegen    | 43. |
| Marcus Hellner          | Schweden    | -   |
| René Sommerfeldt        | Deutschland | -   |
| Sami Jauhojärvi         | Finnland    | 10. |
| Tord Asle Gjerdalen     | Norwegen    | 23. |

Während sich bei den Frauen die meisten Prognosen bewahrheiteten, stimmten viele Vor-Favoriten bei den Herren nicht mit den Top-10-Athleten überein. Besonders Titelverteidiger Lukáš Bauer erfüllte nicht die in ihn gesteckten Erwartungen, er konzentrierte sich jedoch auch besonders auf die Nordische Ski-WM, die 2009 mit Liberec in seinem Heimatland stattfand. Auch der spätere Tour-Sieger Dario Cologna galt vor dem Etappenrennen als ein möglicher Favorit, da er sich bereits in den ersten Weltcup-Wettbewerben als Allrounder profiliert hatte und auf dem zweiten Rang im Gesamtweltcup lag. Axel Teichmann selbst sah sich vor der Tour de Ski nicht als Favorit, übernahm aber nach guten Ergebnissen bei den ersten Rennen diese Rolle.

### Weltcup
In den sieben Weltcuprennen vor der Tour de Ski hatten sich sowohl bei den Frauen als auch bei den Männern einige Athleten hervorgetan, darunter auch solche, die bis dahin kaum in Erscheinung getreten waren.
Bei den Frauen war Aino-Kaisa Saarinen zwar schon 2007 Staffelweltmeisterin geworden, sie hatte jedoch erst einen Einzelweltcupsieg gefeiert. Im November und Dezember 2008 trat sie jedoch stärker auf als in den Vorjahren und sicherte sich mit vier Podiumsplatzierungen in den ersten fünf Rennen sowie zwei weiteren Top-Ten-Resultaten die Führung im Gesamtweltcup. Nur acht Punkte dahinter folgte die Slowenin Petra Majdič, die schon in den Vorjahren stark gewesen war, jedoch eher als Sprintspezialistin. Auch in dieser Saison hatte sie alle drei bis zum Tourbeginn ausgetragenen Sprints für sich entschieden, was sie in die Favoritenstellung besonders für die Sprintwertung brachte. Auf den Rängen drei und vier befanden sich mit Marit Bjørgen und Virpi Kuitunen zwei etablierte Athletinnen.
Das Gesamtklassement der Herren führte mit Ola Vigen Hattestad ein Skilangläufer an, der seine Punkte ausschließlich in Sprints holte, wo er dafür in allen drei Rennen gesiegt hatte. Hattestad nahm als reiner Sprintspezialist jedoch nicht an der Tour de Ski teil, sodass sich dem jungen Schweizer Dario Cologna die Chance auf die Führung im Gesamtweltcup bot. Der U23-Weltmeister hatte in der Vorsaison nur wenige Punkte gesammelt und galt daher als Überraschung. Zu seiner guten Position im Gesamtweltcup verhalfen ihm besonders die Allrounder-Qualitäten; obwohl er nur einen Podiumsplatz erreicht hatte, standen schon 208 Punkte auf seinem Konto. Mit Tor Arne Hetland auf dem dritten Rang folgte ein weiterer Sprinter, der Distanzläufer und Viertklassierte Johan Olsson verzichtete auf den Tourstart. Petter Northug auf dem fünften Rang hatte sich in der Saison besonders in den Distanzrennen stark gezeigt, in den Vorwintern war er aber auch im Sprint erfolgreich gewesen.
Gesamtweltcupstände vor der Tour de Ski
| Frauen |                     |           |            |
| 1.     | Aino-Kaisa Saarinen | Finnland  | 397 Punkte |
| 2.     | Petra Majdič        | Slowenien | 389 Punkte |
| 3.     | Marit Bjørgen       | Norwegen  | 280 Punkte |
| 4.     | Virpi Kuitunen      | Finnland  | 271 Punkte |
| 5.     | Justyna Kowalczyk   | Polen     | 263 Punkte |

| Männer |                     |          |            |
| 1.     | Ola Vigen Hattestad | Norwegen | 300 Punkte |
| 2.     | Dario Cologna       | Schweiz  | 208 Punkte |
| 3.     | Tor Arne Hetland    | Norwegen | 191 Punkte |
| 4.     | Johan Olsson        | Schweden | 186 Punkte |
| 5.     | Petter Northug      | Norwegen | 172 Punkte |

## Austragungsorte und Rennen
Oberhof:
- 27. Dezember: Prolog, freie Technik, Einzelstart, 2,5 km (Frauen) und 3,75 km (Männer).
- 28. Dezember: Verfolgung, klassisch, Handicapstart*, 10 km (Frauen) und 15 km (Männer).

 Prag:
- 29. Dezember: Sprint, freie Technik, 1 km (Frauen und Männer).

 Nové Město na Moravě:
- 31. Dezember: Distanzrennen, klassisch, 10 km (Frauen) und 15 km (Männer).
- 1. Januar: Sprint, freie Technik, 1 km (Frauen und Männer).

 Val di Fiemme:
- 3. Januar: Distanzrennen, klassisch, Massenstart, 10 km (Frauen) und 20 km (Männer).
- 4. Januar: Bergverfolgung, freie Technik, Handicapstart*, 9 km (Frauen) und 10 km (Männer).

(*) Handicapstart: Bei diesem Rennen wurde in der Reihenfolge des aktuellen Gesamtklassements gestartet, das heißt die/der Führende zuerst. Der Startabstand ergab sich aus der Differenz der Gesamtzeiten zwischen den Startern aller bis dahin absolvierten Rennen.

## Ergebnisse

### Gesamtführende nach Einzeletappen

#### Männer
| Ort           | Datum      | Disziplin                   | Etappensieger    | Gesamtwertung  | Sprintwertung    |
| ------------- | ---------- | --------------------------- | ---------------- | -------------- | ---------------- |
| Oberhof       | 27.12.2008 | 3,75 km Prolog Freistil     | Axel Teichmann   | Axel Teichmann | Axel Teichmann   |
| Oberhof       | 28.12.2008 | 15 km Verfolgung klassisch  | Dario Cologna    | Dario Cologna  | Axel Teichmann   |
| Prag          | 29.12.2008 | Sprint Freistil             | Tor Arne Hetland | Dario Cologna  | Tor Arne Hetland |
| Nové Město    | 31.12.2008 | 15 km klassisch             | Axel Teichmann   | Dario Cologna  | Tor Arne Hetland |
| Nové Město    | 01.01.2009 | Sprint Freistil             | Petter Northug   | Dario Cologna  | Tor Arne Hetland |
| Val di Fiemme | 03.01.2009 | 20 km klassisch Massenstart | Axel Teichmann   | Dario Cologna  | Tor Arne Hetland |
| Val di Fiemme | 04.01.2009 | 10 km Verfolgung Freistil   | Ivan Babikov     | Dario Cologna  | Tor Arne Hetland |

#### Frauen
| Ort           | Datum      | Disziplin                   | Etappensiegerin | Gesamtwertung       | Sprintwertung  |
| ------------- | ---------- | --------------------------- | --------------- | ------------------- | -------------- |
| Oberhof       | 27.12.2008 | 2,2 km Prolog Freistil      | Claudia Nystad  | Claudia Nystad      | Claudia Nystad |
| Oberhof       | 28.12.2008 | 10 km Verfolgung klassisch  | Virpi Kuitunen  | Virpi Kuitunen      | Claudia Nystad |
| Prag          | 29.12.2008 | Sprint Freistil             | Arianna Follis  | Arianna Follis      | Arianna Follis |
| Nové Město    | 31.12.2008 | 10 km klassisch             | Virpi Kuitunen  | Virpi Kuitunen      | Arianna Follis |
| Nové Město    | 01.01.2009 | Sprint Freistil             | Arianna Follis  | Aino-Kaisa Saarinen | Arianna Follis |
| Val di Fiemme | 03.01.2009 | 10 km klassisch Massenstart | Virpi Kuitunen  | Virpi Kuitunen      | Petra Majdič   |
| Val di Fiemme | 04.01.2009 | 10 km Verfolgung Freistil   | Therese Johaug  | Virpi Kuitunen      | Petra Majdič   |

### Gesamt

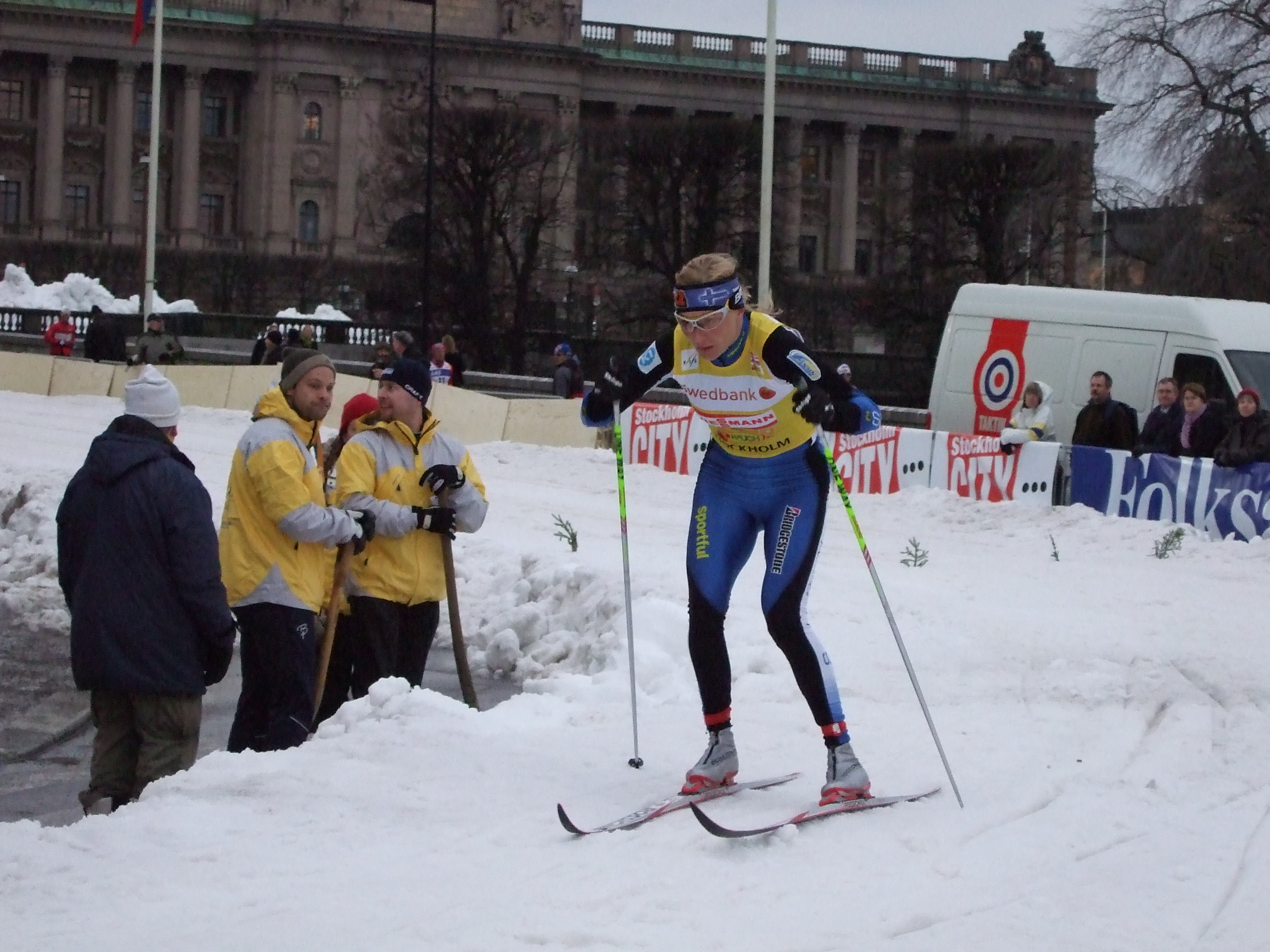
Die Siegerin der Damen, Virpi Kuitunen im Jahr 2007

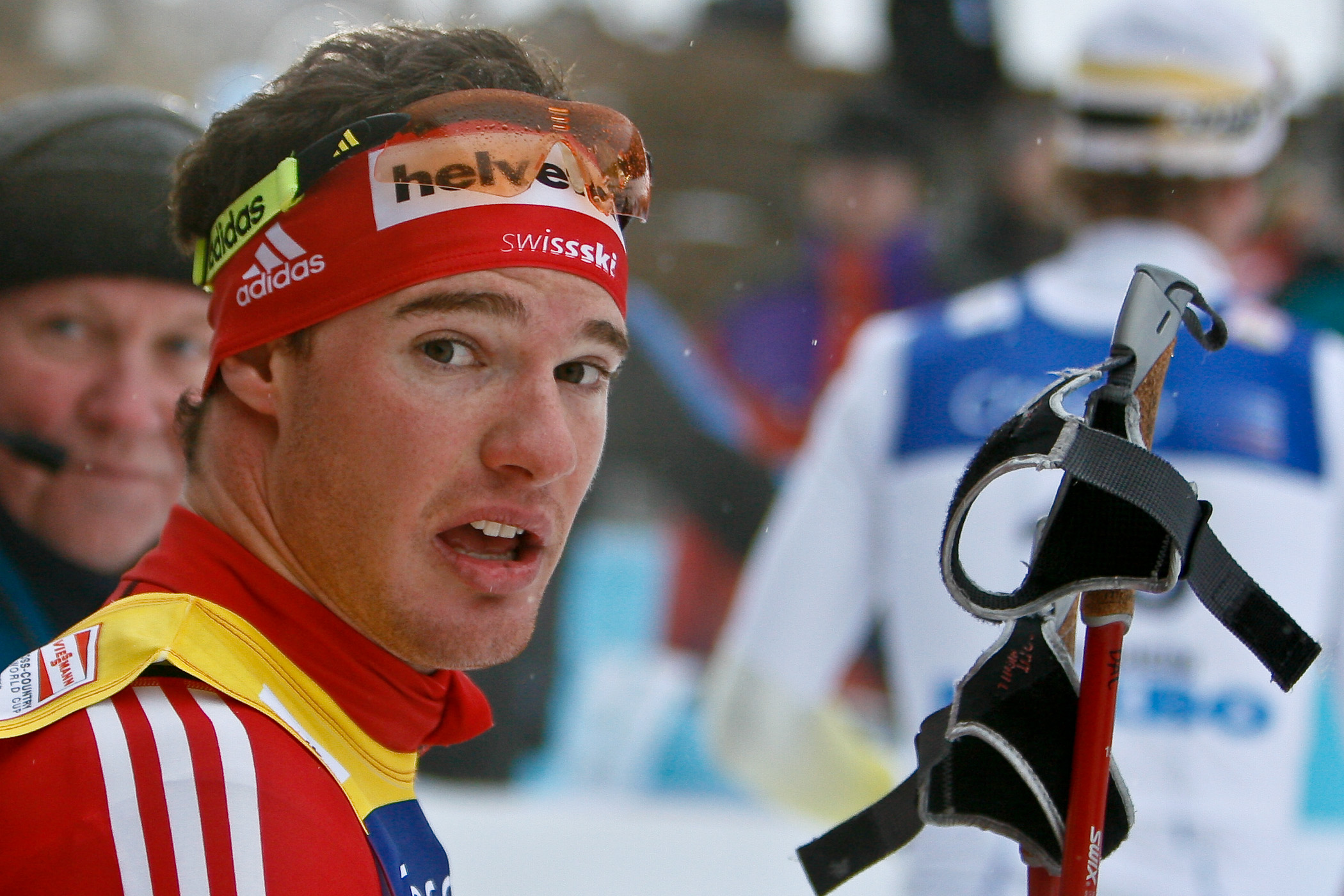
Dario Cologna (hier beim Saisonfinale in Trondheim abgebildet) übernahm nach der zweiten Etappe die Führung in der Gesamtwertung und entschied die Tour de Ski letztlich für sich.

Die Gesamtwertung basiert auf den kumulierten Zeiten aller sieben Tour-Etappen. Bei Sprintwettbewerben wird dabei die Qualifikationszeit gewertet. Des Weiteren werden Bonussekunden von der Endzeit abgezogen, bevor diese zur Gesamtzeit addiert wurde. Bonussekunden werden sowohl bei Sprint-Etappen als auch bei Distanz-Etappen vergeben.
Für die Gesamtwertung der Tour de Ski wird die vierfache Anzahl an Punkten gemäß FIS-Punktesystem an die besten 30 Athleten vergeben. Diese Punkte werden nur für den Gesamtweltcup gewertet.
| Platz       | 1   | 2   | 3   | 4   | 5   | 6   | 7   | 8   | 9   | 10  | 11 | 12 | 13 | 14 | 15 |
| Tour de Ski | 400 | 320 | 240 | 200 | 180 | 160 | 144 | 128 | 116 | 104 | 96 | 88 | 80 | 72 | 64 |

| Platz       | 16 | 17 | 18 | 19 | 20 | 21 | 22 | 23 | 24 | 25 | 26 | 27 | 28 | 29 | 30 |
| Tour de Ski | 60 | 56 | 52 | 48 | 44 | 40 | 36 | 32 | 28 | 24 | 20 | 16 | 12 | 8  | 4  |

Zunächst eroberten die Deutschen Axel Teichmann und Claudia Nystad als Prologsieger das Führungstrikot. Nystad verlor dieses auf der zweiten Etappe, einem Verfolgungsrennen nach der Prologzeit, schon auf den ersten Kilometern. Aus der sechsköpfigen führenden Favoritengruppe konnte sich nun die Finnin Virpi Kuitunen an die Spitze des Gesamtklassements setzen. Bei den Herren gelang dies dem Schweizer Dario Cologna, der wenige Sekunden vor Teichmann die Führung übernahm. Während Cologna als guter Sprinter das Trikot auch beim ersten Sprintrennen in Prag verteidigte, fiel Kuitunen weit zurück und überließ die Gesamtführung der Italienerin Arianna Follis. Diese wiederum büßte erneut auf Kuitunen beim Distanzrennen in Nové Město na Moravě viel Zeit ein, sodass die Finnin und Siegerin der Tour de Ski 2006/07 sich wieder an die Spitze setzte. Cologna dagegen gelang es auch diesmal seine Führung zu behaupten, obwohl er eine halbe Minute auf Axel Teichmann verlor.
Beim zweiten Sprint konnte Aino-Kaisa Saarinen das Trikot bei den Frauen erobern, da sie sich besser als Kuitunen platzierte. Cologna verteidigte die Spitze abermals, indem er auch in diesem Wettkampf das Finale erreichte. Auch beim Massenstartrennen im Val di Fiemme behielt der Schweizer die Gesamtführung inne, er hatte jedoch nur noch eine gute halbe Minute Vorsprung auf seinen dichtesten Verfolger Axel Teichmann. Zum dritten Mal ging Virpi Kuitunen bei den Damen wieder in Front, nachdem sie sich einige Bonussekunden gesichert hatte. Auf der letzten Etappe schließlich behaupteten sich beide Führenden an der Spitze, wobei Cologna deutlich, Kuitunen eher knapp gewann.
Die russischen Olympiasieger Julija Tschepalowa und Jewgeni Dementjew belegte den 23. Rang beziehungsweise den 9. Rang in der Gesamtwertung. Im August 2009 wurde bekannt, dass beide am 2. beziehungsweise 3. Januar 2009 im Rahmen der Tour de Ski positiv auf Epo getestet worden waren. Die Ergebnisse ab dem Tag der positiven Tests – inklusive ihren Resultaten in der Gesamtwertung – wurden ihnen aberkannt.
Gesamtstand nach sieben Rennen:
| Frauen                                                             |                         |                |
| Platz                                                              | Name                    | Zeit           |
| 1                                                                  | Virpi Kuitunen          | 2:06:41,4 h    |
| 2                                                                  | Aino-Kaisa Saarinen     | + 7,2 s        |
| 3                                                                  | Petra Majdič            | + 34,5 s       |
| 4                                                                  | Justyna Kowalczyk       | + 1:21,1 min   |
| 5                                                                  | Marianna Longa          | + 1:36,5 min   |
| 6                                                                  | Therese Johaug          | + 2:20,0 min   |
| 7                                                                  | Anna Haag               | + 2:26,5 min   |
| 8                                                                  | Arianna Follis          | + 2:35,6 min   |
| 9                                                                  | Kristin Størmer Steira  | + 2:51,8 min   |
| 10                                                                 | Marit Bjørgen           | + 3:12,4 min   |
| 11                                                                 | Riitta-Liisa Roponen    | + 3:24,6 min   |
| 12                                                                 | Pirjo Muranen           | + 3:42,3 min   |
| 13                                                                 | Stefanie Böhler         | + 4:04,5 min   |
| 14                                                                 | Walentyna Schewtschenko | + 4:06,6 min   |
| 15                                                                 | Sara Renner             | + 4:51,7 min   |
| 16                                                                 | Claudia Nystad          | + 5:06,5 min   |
| 17                                                                 | Katrin Zeller           | + 5:23,3 min   |
| 18                                                                 | Jewgenija Medwedewa     | + 5:27,6 min   |
| 19                                                                 | Olga Rotschewa          | + 6:31,4 min   |
| 20                                                                 | Larissa Kurkina         | + 6:37,2 min   |
| 21                                                                 | Olga Sawjalowa          | + 6:58,6 min   |
| 22                                                                 | Kamila Rajdlová         | + 7:18,3 min   |
| 23                                                                 | Kateřina Smutná         | + 7:45,9 min   |
| 24                                                                 | Sara Lindborg           | + 8:17,7 min   |
| 25                                                                 | Olga Tiagai             | + 8:30,5 min   |
| 26                                                                 | Alena Procházková       | + 9:01,1 min   |
| 27                                                                 | Swetlana Malahowa       | + 9:04,1 min   |
| 28                                                                 | Antonella Confortola    | + 9:35,8 min   |
| 29                                                                 | Magda Genuin            | + 9:54,9 min   |
| 30                                                                 | Natalja Iljina          | + 10:17,0 min  |
| 31                                                                 | Julija Iwanowa          | + 10:50,0 min  |
| 32                                                                 | Karin Moroder           | + 11:43,7 min  |
| 33                                                                 | Vesna Fabjan            | + 12:27,6 min  |
| 34                                                                 | Oxana Jatskaja          | + 13:17,2 min  |
| 35                                                                 | Lada Nesterenko         | + 13:25,0 min  |
| 36                                                                 | Tatjana Mannima         | + 13:28,3 min  |
| DSQ                                                                | Julija Tschepalowa      |                |
| Dazu stiegen folgende 14 Athletinnen vorzeitig aus dem Rennen aus: |                         |                |
|                                                                    | Seraina Mischol         | DNS, 2. Etappe |
|                                                                    | Jelena Antonowa         | DNF, 2. Etappe |
|                                                                    | Tatjana Roschina        | DSQ, 3. Etappe |
|                                                                    | Eliska Hajkovà          | DNS, 4. Etappe |
|                                                                    | Nicole Fessel           | DNS, 4. Etappe |
|                                                                    | Manuela Henkel          | DNS, 4. Etappe |
|                                                                    | Eva Skalníková          | DNS, 5. Etappe |
|                                                                    | Jenny Hansson           | DNS, 6. Etappe |
|                                                                    | Seraina Boner           | DNS, 6. Etappe |
|                                                                    | Maria Rydqvist          | DNS, 6. Etappe |
|                                                                    | Marthe Kristoffersen    | DNS, 7. Etappe |
|                                                                    | Astrid Jacobsen         | DNS, 7. Etappe |
|                                                                    | Evi Sachenbacher-Stehle | DNS, 7. Etappe |

| Männer                                                           |                        |                |
| Platz                                                            | Name                   | Zeit           |
| 1                                                                | Dario Cologna          | 2:56:05,4 h    |
| 2                                                                | Petter Northug         | + 59,0 s       |
| 3                                                                | Axel Teichmann         | + 1:02,8 min   |
| 4                                                                | Giorgio Di Centa       | + 1:22,2 min   |
| 5                                                                | Wassili Rotschew       | + 1:31,0 min   |
| 6                                                                | Jean-Marc Gaillard     | + 1:39,1 min   |
| 7                                                                | Pietro Piller Cottrer  | + 1:52,7 min   |
| 8                                                                | Martin Johnsrud Sundby | + 2:06,3 min   |
| 9                                                                | Sami Jauhojärvi        | + 2:16,4 min   |
| 10                                                               | Lukáš Bauer            | + 2:20,8 min   |
| 11                                                               | Jaak Mae               | + 2:21,6 min   |
| 12                                                               | Jens Filbrich          | + 2:41,5 min   |
| 13                                                               | Eldar Rønning          | + 2:47,7 min   |
| 14                                                               | Toni Livers            | + 2:49,3 min   |
| 15                                                               | Maxim Wylegschanin     | + 3:05,2 min   |
| 16                                                               | Aivar Rehemaa          | + 3:07,2 min   |
| 17                                                               | Vincent Vittoz         | + 3:11,0 min   |
| 18                                                               | Nikolai Tschebotko     | + 3:40,8 min   |
| 19                                                               | Andrus Veerpalu        | + 3:45,2 min   |
| 20                                                               | Devon Kershaw          | + 3:55,3 min   |
| 21                                                               | John Kristian Dahl     | + 4:14,4 min   |
| 22                                                               | Tord Asle Gjerdalen    | + 4:20,7 min   |
| 23                                                               | Daniel Rickardsson     | + 4:26,2 min   |
| 24                                                               | David Hofer            | + 4:33,7 min   |
| 25                                                               | Emmanuel Jonnier       | + 4:37,9 min   |
| 26                                                               | Matti Heikkinen        | + 4:40,7 min   |
| 27                                                               | Roland Clara           | + 4:52,4 min   |
| 28                                                               | Tom Reichelt           | + 4:59,5 min   |
| 29                                                               | Curdin Perl            | + 5:16,1 min   |
| 30                                                               | Alexandre Rousselet    | + 5:18,9 min   |
| 31                                                               | Nikolai Pankratow      | + 5:24,9 min   |
| 32                                                               | Valerio Checchi        | + 5:28,5 min   |
| 33                                                               | Alexander Legkow       | + 5:37,4 min   |
| 34                                                               | Fabio Pasini           | + 6:29,8 min   |
| 35                                                               | Ivan Babikov           | + 7:05,1 min   |
| 36                                                               | Jiří Magál             | + 7:30,5 min   |
| 37                                                               | Alexander Kusnezow     | + 7:45,1 min   |
| 38                                                               | Jewgeni Welitschko     | + 7:51,3 min   |
| 39                                                               | Ivan Bátory            | + 7:53,6 min   |
| 40                                                               | Aleš Razým             | + 8:20,9 min   |
| 41                                                               | Algo Kärp              | + 8:42,4 min   |
| 42                                                               | Tor Arne Hetland       | + 9:40,1 min   |
| 43                                                               | Alexander Ossipow      | + 10:07,1 min  |
| 44                                                               | Roman Leybyuk          | + 10:18,4 min  |
| 45                                                               | Cyril Miranda          | + 11:45,8 min  |
| 46                                                               | Janusz Krężelok        | + 11:57,8 min  |
| 47                                                               | Andrej Gridin          | + 13:30,6 min  |
| 48                                                               | Cristian Zorzi         | + 14:15,9 min  |
| 49                                                               | Damien Ambrosetti      | + 22:08,8 min  |
| 50                                                               | Roddy Darragon         | + 22:37,8 min  |
| 51                                                               | Martin Stockinger      | + 23:05,0 min  |
| 52                                                               | Francesc Soulié        | + 23:23,5 min  |
| 53                                                               | Jonas Thor Olsen       | + 23:51,6 min  |
| 54                                                               | Harald Wurm            | + 28:34,1 min  |
| DSQ                                                              | Jewgeni Dementjew      |                |
| Dazu stiegen folgende elf Athleten vorzeitig aus dem Rennen aus: |                        |                |
|                                                                  | Philipp Marschall      | DNS, 2. Etappe |
|                                                                  | Nejc Brodar            | DNF, 2. Etappe |
|                                                                  | Mathias Fredriksson    | DNS, 3. Etappe |
|                                                                  | Tim Tscharnke          | DNS, 3. Etappe |
|                                                                  | René Sommerfeldt       | DNS, 4. Etappe |
|                                                                  | Martin Bajčičák        | DNS, 5. Etappe |
|                                                                  | Anders Södergren       | DNS, 5. Etappe |
|                                                                  | George Grey            | DNS, 6. Etappe |
|                                                                  | Milan Šperl            | DNS, 6. Etappe |
|                                                                  | Tobias Angerer         | DNS, 6. Etappe |
|                                                                  | Marcus Hellner         | DNS, 6. Etappe |

### Gesamtstand Sprintwertung
Für die Sprintwertung wurden alle vergebenen Bonussekunden gewertet. Da diese auch bei Zwischensprints während des Massenstartrennens errungen werden konnten, hatten nicht nur reine Sprinter die Chance auf den Sieg in dieser Wertung. Insgesamt waren maximal 225 Bonussekunden bei vier Rennen erreichbar. Dazu siehe auch die folgende Tabelle:
| Platz                                      | 1  | 2  | 3  | 4  | 5  | 6  | 7  | 8  | 9  | 10 | 11 | 12 | 13 | 14 | 15 | 16 | 17 | 18 | 19 | 20 | 21 | 22 | 23 | 24 | 25 | 26 | 27 | 28 | 29 | 30 |
| Prolog                                     | 15 | 10 | 5  |    |    |    |    |    |    |    |    |    |    |    |    |    |    |    |    |    |    |    |    |    |    |    |    |    |    |    |
| Sprints (zweimal)                          | 60 | 56 | 52 | 48 | 44 | 42 | 40 | 38 | 36 | 34 | 32 | 30 | 18 | 17 | 16 | 15 | 14 | 13 | 12 | 11 | 10 | 9  | 8  | 7  | 6  | 5  | 4  | 3  | 2  | 1  |
| Zwischensprints bei Massenstart (sechsmal) | 15 | 10 | 5  |    |    |    |    |    |    |    |    |    |    |    |    |    |    |    |    |    |    |    |    |    |    |    |    |    |    |    |

Im Prolog übernahmen mit Claudia Nystad und Axel Teichmann die Sieger ihrer jeweiligen Rennen die Spitze. Da sich im Frauenwettbewerb Petra Majdič und Justyna Kowalczyk zeitgleich auf dem dritten Platz klassierten, erhielten beide fünf Bonussekunden. Nach dem ersten Sprint von Prag gingen die Trikots der Führenden an die beiden Sieger Arianna Follis und Tor Arne Hetland, die jeweils 60 Sekunden gutgeschrieben bekommen hatten. Während Hetland dennoch im Gesamtklassement weiter hinten blieb, übernahm Follis auch dort die Spitze, sodass Claudia Nystad, die mit insgesamt 57 Bonussekunden am zweitmeisten gesammelt hatte, das Trikot auf der vierten Etappe tragen durfte.
Follis gewann auch den zweiten Sprint in Nové Město na Moravě und verteidigte die Führung deutlich, ebenso Hetland mit seinem zweiten Platz. Trotz des Doppelerfolgs bei den Sprints gelang der Italienerin nicht der Sieg in der Sprintwertung, weil Petra Majdič sich auf der vorletzten Etappe bei den Zwischensprints noch 35 Bonussekunden sicherte und Follis so um achtzehn Sekunden im Klassement auf Abstand hielt. Hetland dagegen schaffte auch auf der letzten Etappe mit Zeitbonifikationen die Verteidigung seines Trikots, indem er selbst noch fünfzehn Sekunden dazugewann. Zweiter wurde hier der Schweizer Dario Cologna.
Gesamtstand nach vier Rennen:
| Frauen |                         |       |
| Platz  | Name                    | Zeit  |
| 1      | Petra Majdič            | 148 s |
| 2      | Arianna Follis          | 130 s |
| 3      | Aino-Kaisa Saarinen     | 123 s |
| 4      | Virpi Kuitunen          | 92 s  |
| 5      | Marit Bjørgen           | 74 s  |
| 6      | Marthe Kristoffersen    | 74 s  |
| 7      | Marianna Longa          | 72 s  |
| 8      | Vesna Fabjan            | 72 s  |
| 9      | Riitta-Liisa Roponen    | 70 s  |
| 10     | Claudia Nystad          | 67 s  |
| …      | …                       | …     |
| 15     | Evi Sachenbacher-Stehle | 45 s  |
| 17     | Stefanie Böhler         | 37 s  |
| 22     | Nicole Fessel           | 17 s  |
| 24     | Katrin Zeller           | 15 s  |
| 25     | Kateřina Smutná         | 10 s  |
| 27     | Manuela Henkel          | 7 s   |

| Männer |                    |       |
| Platz  | Name               | Zeit  |
| 1      | Tor Arne Hetland   | 131 s |
| 2      | Dario Cologna      | 122 s |
| 3      | Petter Northug     | 105 s |
| 4      | John Kristian Dahl | 102 s |
| 5      | Wassili Rotschew   | 101 s |
| 6      | Eldar Rønning      | 88 s  |
| 7      | Cristian Zorzi     | 86 s  |
| 8      | Jean-Marc Gaillard | 74 s  |
| 9      | Axel Teichmann     | 73 s  |
| 10     | Sami Jauhojärvi    | 70 s  |
| …      | …                  | …     |
| 20     | Martin Stockinger  | 22 s  |
| 26     | Tom Reichelt       | 14 s  |
| 31     | Harald Wurm        | 9 s   |

### Nationenwertung
Für die Nationenwertung werden pro Etappe die jeweils zwei besten männlichen und weiblichen Athleten einer Nation gewertet.
Gesamtstand nach sieben Rennen:
| Frauen und Männer |             |               |
| Platz | Nation      | Zeit          |
| 1 | Norwegen    | 10:08:44,8 h  |
| 2 | Italien     | + 7:40,5 min  |
| 3 | Deutschland | + 8:55,5 min  |
| 4 | Finnland    | + 10:18,1 min |
| 5 | Russland    | + 11:38,1 min |
| 6 | Kasachstan  | + 40:24,9 min |
| Da insgesamt vier Athleten in die Teamwertung eingehen, schieden die folgenden Nationen aus der Wertung aus, weil durch Ausstiege einzelner Athleten diese Minimalanzahl von Sportlern unterschritten wurde. |             |               |
| | Schweiz     | 1. Etappe     |
| | Tschechien  | 4. Etappe     |
| | Schweden    | 7. Etappe     |

### Etappen
Bei Verfolgungwettbewerben mit Handicap-Start wird jeweils die reine Laufzeit zur Ermittlung des Etappenergebnisses herangezogen, sodass der Zieleinlauf nicht mit dem Etappenergebnis identisch sein muss. Bei jeder Etappe wurden für die besten 30 Teilnehmer Weltcuppunkte vergeben. Diese Punkte gingen sowohl in die Weltcup-Gesamtwertung als auch in die Disziplinenwertungen ein. Voraussetzung für den Erhalt der Weltcuppunkte war die Beendigung aller Etappen der Tour de Ski.
| Platz              | 1  | 2  | 3  | 4  | 5  | 6  | 7  | 8  | 9  | 10 | 11 | 12 | 13 | 14 | 15 | 16 | 17 | 18 | 19 | 20 | 21 | 22 | 23 | 24 | 25 | 26 | 27 | 28 | 29 | 30 |
| Etappe Tour de Ski | 50 | 46 | 43 | 40 | 37 | 34 | 32 | 30 | 28 | 26 | 24 | 22 | 20 | 18 | 16 | 15 | 14 | 13 | 12 | 11 | 10 | 9  | 8  | 7  | 6  | 5  | 4  | 3  | 2  | 1  |

#### Oberhof (Prolog)
Der Auftakt der Tour de Ski 2008/2009 wurde vor heimischer Kulisse durch die deutschen Starter geprägt. Claudia Nystad gelang nach mäßigem Saisonauftakt völlig unerwartet ihr dritter Sieg in einem Weltcupwettbewerb. Dabei verwies sie die italienische Sprintspezialistin Arianna Follis auf den zweiten Platz. Den dritten Platz teilten sich die Mitfavoritinnen für den diesjährigen Gesamtsieg Petra Majdič und Justyna Kowalczyk.
Bei den Herren wurde das Rennen durch Axel Teichmann dominiert. Der Oberhofer verwies mit einem Vorsprung von acht Sekunden den Schweizer Dario Cologna deutlich auf den zweiten Platz. Der Norweger Petter Northug, der wie Cologna einer der Sieganwärter dieser Tour war, kam auf den dritten Rang.
| Frauen |                         |            |    |
| Platz  | Name                    | Zeit       | BS |
| 1      | Claudia Nystad          | 6:17,2 min | 15 |
| 2      | Arianna Follis          | + 1,1 s    | 10 |
| 3      | Petra Majdič            | + 2,3 s    | 5  |
| 3      | Justyna Kowalczyk       | + 2,3 s    | 5  |
| 5      | Marit Bjørgen           | + 7,6 s    |    |
| 6      | Pirjo Muranen           | + 8,1 s    |    |
| 7      | Virpi Kuitunen          | + 9,3 s    |    |
| 8      | Aino-Kaisa Saarinen     | + 9,6 s    |    |
| 9      | Stefanie Böhler         | + 13,2 s   |    |
| 10     | Astrid Jacobsen         | + 13,5 s   |    |
| 11     | Anna Haag               | + 14,6 s   |    |
| 12     | Evi Sachenbacher-Stehle | + 15,0 s   |    |
| …      | …                       | …          |    |
| 16     | Nicole Fessel           | + 17,0 s   |    |
| 20     | Katrin Zeller           | + 17,7 s   |    |
| 28     | Manuela Henkel          | + 22,6 s   |    |
| 33     | Seraina Boner           | + 27,8 s   |    |
| 39     | Kateřina Smutná         | + 33,1 s   |    |
| 42     | Seraina Mischol         | + 38,0 s   |    |

| Männer |                       |            |    |
| Platz  | Name                  | Zeit       | BS |
| 1      | Axel Teichmann        | 7:11,8 min | 15 |
| 2      | Dario Cologna         | + 8,2 s    | 10 |
| 3      | Petter Northug        | + 13,0 s   | 5  |
| 4      | Aivar Rehemaa         | + 13,3 s   |    |
| 5      | Devon Kershaw         | + 13,8 s   |    |
| 6      | Tom Reichelt          | + 14,9 s   |    |
| 7      | Marcus Hellner        | + 15,0 s   |    |
| 8      | Wassili Rotschew      | + 15,1 s   |    |
| 9      | George Grey           | + 15,4 s   |    |
| 10     | Vincent Vittoz        | + 16,6 s   |    |
| 11     | Pietro Piller Cottrer | + 17,2 s   |    |
| 12     | Tobias Angerer        | + 17,8 s   |    |
| …      | …                     | …          |    |
| 16     | René Sommerfeldt      | + 19,3 s   |    |
| 17     | Curdin Perl           | + 20,5 s   |    |
| 18     | Jens Filbrich         | + 21,5 s   |    |
| 34     | Tim Tscharnke         | + 29,3 s   |    |
| 42     | Toni Livers           | + 31,2 s   |    |
| 53     | Martin Stockinger     | + 37,7 s   |    |
| 59     | Philipp Marschall     | + 48,0 s   |    |
| 59     | Harald Wurm           | + 60,0 s   |    |

Anmerkung: BS = Bonussekunden

#### Oberhof (Verfolgung)

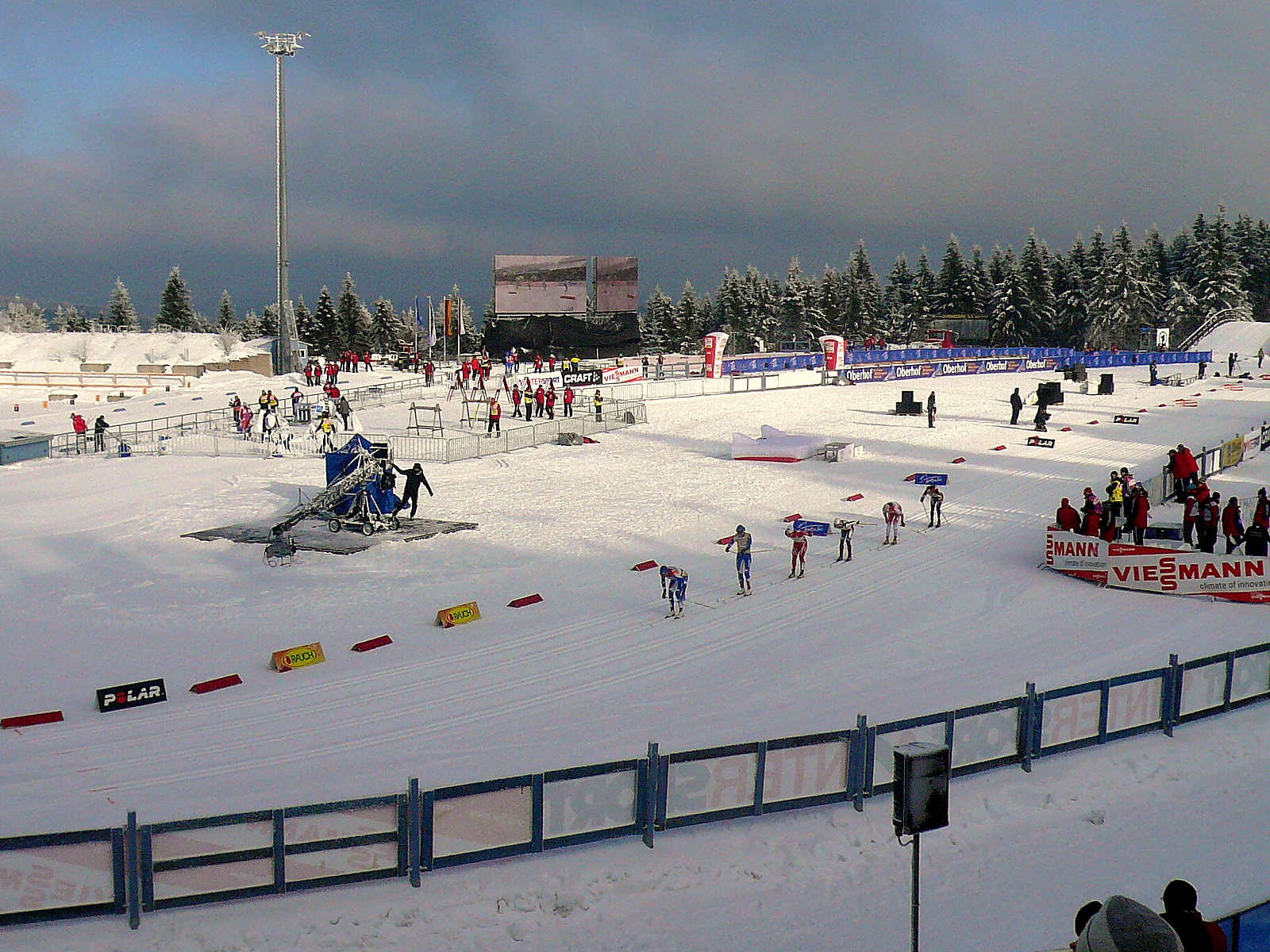
Athleten während des Wettkampfes am 28. Dezember 2008 in der DKB-Ski-Arena Oberhof

Das Rennen wurde in den Abständen gestartet, die im Prolog entstanden waren (Handicapstart), wobei auch die Bonussekunden berücksichtigt wurden. Bei den Damen bildeten sich mehrere Gruppen, in der vorderen befanden sich die meisten Favoritinnen. Claudia Nystad fiel rasch von der Spitze zurück und konnte auch nicht mit der Favoritengruppe mithalten. Vorne blieb die Sechsergruppe um Virpi Kuitunen, Marit Bjørgen, Justyna Kowalczyk, Arianna Follis, Aino-Kaisa Saarinen sowie Petra Majdič lange Zeit recht kompakt, ehe Majdič wenige Kilometer vor dem Ziel abreißen lassen musste. Kurz vor dem Ziel bekamen auch Kowalczyk, Follis und Saarinen leichten Rückstand von wenigen Sekunden. Virpi Kuitunen übernahm knapp die Führung im Gesamtklassement vor Marit Bjørgen, weniger als zehn Sekunden dahinter noch die drei abgefallenen Athletinnen. Lediglich Majdič erhielt einen größeren Rückstand, der knapp eine halbe Minute betrug.
Bei den Männern lief Dario Cologna seinen 13-Sekunden-Rückstand auf Axel Teichmann bereits wenige Kilometer nach dem Start zu. Diese beiden Skilangläufer bildeten nun eine Führungsgruppe, die den Abstand auf das sehr große Verfolgerfeld immer bei ungefähr 25 Sekunden hielt. Vor dem Ziel setzte sich Cologna knappe fünf Sekunden von Teichmann ab und eroberte damit die Spitze des Gesamtklassements. Dahinter platzierten sich Sami Jauhojärvi und Devon Kershaw auf den Rängen drei und vier.
Hinweis: In dieser Tabelle wird nur die Zeit genannt, die der jeweilige Athlet auf der Verfolgungsstrecke erreichte, nicht die Zeiten des Zieleinlaufs. Da die Resultate im Prolog jedoch recht dicht beieinander lagen, ist die Differenz zwischen diesen beiden Ergebnissen nicht sehr deutlich.
| Frauen |                         |              |
| Platz  | Name                    | Zeit         |
| 1      | Virpi Kuitunen          | 23:56,7 min  |
| 2      | Marit Bjørgen           | + 3,9 s      |
| 3      | Aino-Kaisa Saarinen     | + 10,4 s     |
| 4      | Justyna Kowalczyk       | + 18,2 s     |
| 5      | Arianna Follis          | + 26,9 s     |
| 6      | Marianna Longa          | + 34,4 s     |
| 7      | Riitta-Liisa Roponen    | + 35,1 s     |
| 8      | Evi Sachenbacher-Stehle | + 38,4 s     |
| 9      | Petra Majdič            | + 41,4 s     |
| 10     | Anna Haag               | + 41,5 s     |
| 11     | Pirjo Muranen           | + 41,6 s     |
| 12     | Astrid Jacobsen         | + 43,5 s     |
| …      | …                       | …            |
| 18     | Katrin Zeller           | + 1:10,6 min |
| 19     | Kateřina Smutná         | + 1:13,8 min |
| 23     | Claudia Nystad          | + 1:32,1 min |
| 30     | Manuela Henkel          | + 1:45,7 min |
| 33     | Stefanie Böhler         | + 1:53,2 min |
| 35     | Nicole Fessel           | + 2:01,6 min |
| 43     | Seraina Boner           | + 2:41,6 min |

| Männer |                        |              |
| Platz  | Name                   | Zeit         |
| 1      | Martin Johnsrud Sundby | 35:47,9 min  |
| 2      | Andrus Veerpalu        | + 2,9 s      |
| 3      | Toni Livers            | + 3,5 s      |
| 4      | Daniel Rickardsson     | + 4,4 s      |
| 5      | Sami Jauhojärvi        | + 6,6 s      |
| 6      | Dario Cologna          | + 7,2 s      |
| 7      | Jaak Mae               | + 9,6 s      |
| 8      | Lukáš Bauer            | + 9,7 s      |
| 9      | Ivan Bátory            | + 11,2 s     |
| 10     | Giorgio Di Centa       | + 11,8 s     |
| 11     | Tobias Angerer         | + 16,5 s     |
| 12     | Jean-Marc Gaillard     | + 16,6 s     |
| …      | …                      | …            |
| 14     | Curdin Perl            | + 18,1 s     |
| 17     | Jens Filbrich          | + 19,3 s     |
| 25     | Axel Teichmann         | + 26,1 s     |
| 31     | René Sommerfeldt       | + 41,2 s     |
| 34     | Tom Reichelt           | + 54,2 s     |
| 40     | Tim Tscharnke          | + 1:20,1 min |
| 61     | Martin Stockinger      | + 5:34,8 min |
| 62     | Harald Wurm            | + 6:05,0 min |

#### Prag (Sprint)
Wie bei Weltcup-Sprints starteten zunächst alle Läufer in einem individuell gelaufenen Prolog. Die dreißig Athleten, die dort die kürzeste Zeit benötigt hatten, qualifizierten sich für fünf Viertelfinals à sechs Starter. So ging es im K.-o.-System weiter bis zum Finale, wo bei Frauen und Männern jeweils sechs Skilangläufer an den Start gingen. Die Plätze 7 bis 12 wurden im B-Finale festgelegt. Danach erhielten die Athleten gemäß ihren Endergebnissen Bonussekunden, die von der Gesamtzeit abgezogen wurden.
Bereits im Prolog der Männer schied mit Axel Teichmann der Zweite in der Gesamtwertung bis dahin aus. Auch bei den Frauen scheiterte mit der Trägerin des roten Trikots, Virpi Kuitunen, eine Favoritin frühzeitig im Viertelfinale. Nachdem auch Dario Cologna bei den Herren ausgeschieden war, qualifizierte sich kein Athlet aus Deutschland, Österreich oder der Schweiz für das Männer-Finale. Bei den Frauen gelang dies der Deutschen Claudia Nystad, die allerdings dort stürzte und so die Führung in der Sprintwertung nicht verteidigen konnte, die von der Siegerin Arianna Follis übernommen wurde. Auch bei den Herren setzte sich mit Tor Arne Hetland der Sieger des Sprints an die Spitze. Im Gesamtklassement der Damen fiel Kuitunen weit zurück, auch hier übernahm Follis die Führung. Trotz des Halbfinal-Aus ganz vorne behauptete sich Dario Cologna dagegen bei den Herren.
Hinweis: Die Liste ist nach dem Endresultat im Sprint, also den erreichten Bonussekunden, sortiert. Zusätzlich geht auch die Prologzeit in die Gesamtwertung ein, diese ist in der Spalte Zeit vermerkt.
| Frauen |                         |            |    |
| Platz  | Name                    | Zeit       | BS |
| 1      | Arianna Follis          | 2:52,3 min | 60 |
| 2      | Aino-Kaisa Saarinen     | 2:54,8 min | 56 |
| 3      | Petra Majdič            | 2:58,3 min | 52 |
| 4      | Pirjo Muranen           | 2:56,8 min | 48 |
| 5      | Marthe Kristoffersen    | 2:54,9 min | 44 |
| 6      | Claudia Nystad          | 2:58,7 min | 42 |
| …      | …                       |            |    |
| 10     | Evi Sachenbacher-Stehle | 2:57,6 min | 34 |
| 13     | Stefanie Böhler         | 2:55,6 min | 18 |
| 14     | Nicole Fessel           | 2:56,6 min | 17 |
| 19     | Katrin Zeller           | 3:01,2 min | 12 |
| 24     | Manuela Henkel          | 3:00,4 min | 7  |
| 25     | Kateřina Smutná         | 3:01,8 min | 6  |
| 44     | Seraina Boner           | 3:08,0 min |    |

| Männer |                    |            |    |
| Platz  | Name               | Zeit       | BS |
| 1      | Tor Arne Hetland   | 2:34,3 min | 60 |
| 2      | Wassili Rotschew   | 2:33,8 min | 56 |
| 3      | Jean-Marc Gaillard | 2:38,0 min | 52 |
| 4      | Sami Jauhojärvi    | 2:39,0 min | 48 |
| 5      | John Kristian Dahl | 2:36,2 min | 44 |
| 6      | Eldar Rønning      | 2:37,5 min | 42 |
| …      | …                  | …          |    |
| 8      | Dario Cologna      | 2:34,3 min | 38 |
| 17     | Tom Reichelt       | 2:36,7 min | 14 |
| 18     | Martin Stockinger  | 2:37,3 min | 13 |
| 20     | Tobias Angerer     | 2:38,8 min | 11 |
| 29     | Harald Wurm        | 2:37,4 min | 2  |
| 35     | Axel Teichmann     | 2:39,8 min |    |
| 38     | Toni Livers        | 2:40,0 min |    |
| 39     | René Sommerfeldt   | 2:40,0 min |    |
| 43     | Jens Filbrich      | 2:40,8 min |    |
| 47     | Curdin Perl        | 2:42,2 min |    |

Anmerkung: BS = Bonussekunden

#### Nové Město na Moravě (Distanzrennen)
Das Distanzrennen war das einzige neben dem Prolog, das einzeln gelaufen wurde, das heißt, in festgelegten Abständen von einer halben beziehungsweise einer Minute.
Bei den Frauen gab es zunächst häufige Wechsel bei den schnellsten Zeiten, ehe die Favoritinnen kamen. Virpi Kuitunen, durch den Sprint im Gesamtklassement zurückgefallen, setzte bei jedem Zwischenmesspunkt eine neue Bestzeit, die schließlich mehr als eine Minute unter der bisherigen lag. Ihre Konkurrentinnen verloren ebenfalls viel Zeit auf die Finnin, hielten aber den Rest des Feldes ebenfalls deutlich auf Abstand. Kuitunens Landsfrau Aino-Kaisa Saarinen, Gesamtweltcupführende, hatte im Ziel fast 40 Sekunden Rückstand, die bisher führende Italierin Arianna Follis sogar über eine Minute und 45 Sekunden. Kuitunen übernahm trotz ihres Rückstandes vor dem Rennen deutlich die Gesamtführung zurück.
Im Gegensatz zum Frauenwettkampf verlief das Männerrennen knapper. Überraschend ging zunächst der international wenig erfolgreiche Kasache Nikolai Tschebotko in Führung, die er lange hielt. Erst Axel Teichmann, der bereits den Prolog gewonnen hatte und wie Kuitunen im Sprint zurückgefallen war, unterbot als erster Favorit Tschebotkos Vorgabe. Zuvor hatte bereits Martin Johnsrud Sundby Tschebotkos Zeit verbessert, der Norweger fiel jedoch fünf Sekunden hinter Teichmann zurück. Nachdem sich weitere Favoriten Rückstand eingehandelt hatten, konnte der Russe Wassili Rotschew beim letzten Messpunkt eine Zwischenbestzeit setzten. Rotschew, der lange Zeit gemeinsam mit Teichmann unterwegs gewesen war, verlor allerdings auf der letzten Drei-Kilometer-Runde noch über eine halbe Minute auf den Deutschen. Auch Dario Cologna kam nicht an dessen Zeit heran, verteidigte aber die Gesamtführung. Für den Kasachen Tschebotko war der letztlich erreichte dritte Rang sein bestes bis dahin gelungenes Weltcupergebnis.
| Frauen |                         |              |
| Platz  | Name                    | Zeit         |
| 1      | Virpi Kuitunen          | 24:45,4 min  |
| 2      | Aino-Kaisa Saarinen     | + 37,6 s     |
| 3      | Marit Bjørgen           | + 49,9 s     |
| 4      | Justyna Kowalczyk       | + 55,1 s     |
| 5      | Petra Majdič            | + 59,5 s     |
| 6      | Marianna Longa          | + 1:15,0 min |
| 7      | Therese Johaug          | + 1:22,4 min |
| 8      | Kristin Størmer Steira  | + 1:25,9 min |
| 9      | Walentyna Schewtschenko | + 1:29,5 min |
| 10     | Kateřina Smutná         | + 1:31,6 min |
| 11     | Sara Renner             | + 1:36,3 min |
| 12     | Katrin Zeller           | + 1:38,2 min |
| …      | …                       | …            |
| 15     | Stefanie Böhler         | + 1:45,8 min |
| 19     | Evi Sachenbacher-Stehle | + 1:54,2 min |
| 30     | Claudia Nystad          | + 2:28,0 min |
| 38     | Seraina Boner           | + 2:59,1 min |

| Männer |                        |              |  |
| Platz  | Name                   | Zeit         |  |
| 1      | Axel Teichmann         | 39:03,7 min  |  |
| 2      | Martin Johnsrud Sundby | + 5,0 s      |  |
| 3      | Nikolai Tschebotko     | + 10,5 s     |  |
| 4      | Jaak Mae               | + 11,3 s     |  |
| 5      | Lukáš Bauer            | + 13,4 s     |  |
| 6      | Eldar Rønning          | + 14,7 s     |  |
| 7      | Alexander Legkow       | + 15,0 s     |  |
| 8      | Nikolai Pankratow      | + 18,8 s     |  |
| 9      | Andrus Veerpalu        | + 23,1 s     |  |
| 10     | Pietro Piller Cottrer  | + 24,1 s     |  |
| 11     | Jens Filbrich          | + 25,0 s     |  |
| 12     | Vincent Vittoz         | + 26,5 s     |  |
| …      | …                      | …            |  |
| 15     | Dario Cologna          | + 31,5 s     |  |
| 19     | Toni Livers            | + 43,3 s     |  |
| 26     | Curdin Perl            | + 1:01,5 min |  |
| 38     | Tobias Angerer         | + 1:26,0 min |  |
| 45     | Tom Reichelt           | + 2:03,9 min |  |
| 60     | Martin Stockinger      | + 5:09,8 min |  |
| 61     | Harald Wurm            | + 5:35,3 min |  |

#### Nové Město na Moravě (Sprint)
Beim zweiten Sprint galten die Regeln des ersten. Da der Kurs in Nové Město viel schwerer eingeschätzt wurde als die Stadtstrecke von Prag und zudem zwischen den beiden Sprints das Distanzrennen über 9 beziehungsweise 15 Kilometer lag, rechneten sich auch die Distanzläufer Chancen auf eine vordere Platzierung aus. Tatsächlich qualifizierten sich sowohl bei den Damen als auch bei den Herren alle Favoriten für die Viertelfinals. Auch dieses fand bei den Frauen mit Ausnahme Justyna Kowalczyks ohne Favoritenausfälle statt, während bei den Männern Axel Teichmann sein Rennen beenden musste, ebenfalls der Finne Sami Jauhojärvi.
Im Halbfinale scheiterte bei den Frauen die Gesamtführende Virpi Kuitunen, sodass sich vor allem ihrer Landsfrau Aino-Kaisa Saarinen die Gelegenheit bot, die Spitze zu übernehmen. Bei den Männern scheiterten Wassili Rotschew und Eldar Rønning in der Vorschlussrunde, Dario Cologna gelang dagegen der Sprung ins Finale, sodass er seine Führung weiter ausbauen konnte. Im B-Finale siegten die Schwedin Anna Haag und Rotschew. Das Finale der Damen begann damit, dass Magda Genuin mit ihren für besonders gut erklärten Skiern die Führung übernahm. Auf der Ziellinie wurde sie schließlich von ihrer Teamkollegin Arianna Follis passiert, die so auch im zweiten Sprint triumphierte. Genuin fiel auch noch hinter die neue Gesamtführende Saarinen sowie die Slowenin Petra Majdič zurück und wurde Vierte.
Im Finale der Herren waren drei der sechs Starter Norweger. Petter Northug, sonst dafür bekannt, in den meisten Rennen erst auf der Zielgerade zu attackieren, fuhr den Sprint wie auch die vorherigen Runden von vorne. Nikolai Tschebotko, der sich nach seinem ersten Podestrang am Vortag erneut für das Finale qualifiziert hatte, fiel ebenso wie Dario Cologna ein wenig zurück. Einen Dreifachtriumph der Norweger verhinderte nur Cristian Zorzi, der sich beim Sieg Northugs auf dem dritten Rang platzierte. Tor Arne Hetland behielt dank seines zweiten Platzes die Führung in der Sprintwertung, genauso Arianna Follis.
| Frauen |                         |    |
| Platz  | Name                    | BS |
| 1      | Arianna Follis          | 60 |
| 2      | Petra Majdič            | 56 |
| 3      | Aino-Kaisa Saarinen     | 52 |
| 4      | Magda Genuin            | 48 |
| 5      | Alena Procházková       | 44 |
| 6      | Marianna Longa          | 40 |
| …      | …                       |    |
| 14     | Stefanie Böhler         | 17 |
| 20     | Evi Sachenbacher-Stehle | 11 |
| 21     | Claudia Nystad          | 10 |
| 27     | Kateřina Smutná         | 4  |
| 28     | Katrin Zeller           | 3  |
| 32     | Seraina Boner           |    |

| Männer |                    |    |
| Platz  | Name               | BS |
| 1      | Petter Northug     | 60 |
| 2      | Tor Arne Hetland   | 56 |
| 3      | Cristian Zorzi     | 52 |
| 4      | John Kristian Dahl | 48 |
| 5      | Dario Cologna      | 44 |
| 6      | Nikolai Tschebotko | 40 |
| …      | …                  |    |
| 22     | Martin Stockinger  | 9  |
| 23     | Axel Teichmann     | 8  |
| 24     | Harald Wurm        | 7  |
| 33     | Tom Reichelt       |    |
| 37     | Curdin Perl        |    |
| 39     | Jens Filbrich      |    |
| 41     | Tobias Angerer     |    |
| 45     | Toni Livers        |    |

Anmerkung: BS = Bonussekunden

#### Val di Fiemme (Distanzrennen)
Dieser Wettkampf war der einzige Massenstart der gesamten Tour de Ski, das heißt, alle Teilnehmer starteten gleichzeitig und die Abstände im Ziel wurden zu der Gesamtzeit addiert. Dazu gab es drei beziehungsweise sechs Punkte, an denen jeweils die ersten drei Athleten 15, 10 und 5 Bonussekunden erhielten. Diese gingen auch in die Sprintwertung ein.
Beim Frauenrennen über 10 Kilometer gelang Virpi Kuitunen der Sieg, die Finnin setzte sich so zum dritten Mal wieder an die Spitze des Gesamtklassements. Außerdem sicherte sich Kuitunen noch zusätzlich 40 Bonussekunden, mit denen sie den Vorsprung auf ihre härteste Verfolgerin Aino-Kaisa Saarinen auf 32 Sekunden ausbaute. Petra Majdič, die bei diesem Rennen Zweite und in der Gesamtwertung Dritte wurde, sammelte ebenfalls 35 Bonussekunden. Damit gewann sie die Sprintwertung vor Arianna Follis, die zwar bei beiden Spezialsprints triumphiert hatte, auf der vorletzten Etappe jedoch leer ausging.
Die ersten Runden im 20-Kilometer-Männerrennen waren von ständigen Attacken geprägt, sodass sich die Bonussekunden auf viele Athleten verteilten, die teilweise in der Gesamtwertung schon weiter zurücklagen. Nachdem diese Angriffe vom großen Hauptfeld abgewehrt worden waren, sprinteten besonders die beiden Spitzenreiter Dario Cologna und Axel Teichmann um Zeitgutschriften. Auf der letzten Runde versuchte Cologna noch einmal sich von Teichmann abzusetzen, der Deutsche wurde von seinem Teamkameraden Jens Filbrich jedoch wieder an die vordere Gruppe herangeführt und holte im Zielsprint schließlich seinen dritten Tagessieg. Dahinter platzierten sich der Finne Sami Jauhojärvi und der Kasache Nikolai Tschebotko, welcher schon sein zweites Podestergebnis bei der Tour de Ski erreichte. Cologna wurde zwei Sekunden hinter Teichmann Vierter, verlor zwar durch die Zwischensprints zwanzig Bonussekunden auf den Deutschen, behielt aber die Führung in der Gesamtwertung. Auch in der Sprintwertung änderte sich an der Spitze nichts, diese verteidigte Tor Arne Hetland.
| Frauen |                         |              |    |
| Platz  | Name                    | Zeit         | BS |
| 1      | Virpi Kuitunen          | 30:10,3 min  | 40 |
| 2      | Petra Majdič            | + 13,8 s     | 35 |
| 3      | Aino-Kaisa Saarinen     | + 20,5 s     | 15 |
| 4      | Marianna Longa          | + 24,6 s     |    |
| 5      | Marit Bjørgen           | + 33,0 s     |    |
| 6      | Pirjo Muranen           | + 34,7 s     |    |
| 7      | Stefanie Böhler         | + 35,6 s     |    |
| 8      | Anna Haag               | + 36,5 s     |    |
| 9      | Therese Johaug          | + 37,1 s     |    |
| 10     | Kristin Størmer Steira  | + 39,0 s     |    |
| 11     | Katrin Zeller           | + 47,5 s     |    |
| 12     | Sara Renner             | + 48,6 s     |    |
| …      | …                       | …            |    |
| 16     | Kateřina Smutná         | + 1:07,5 min |    |
| 17     | Claudia Nystad          | + 1:17,4 min |    |
| 26     | Evi Sachenbacher-Stehle | + 1:47,1 min |    |

| Männer |                        |              |    |
| Platz  | Name                   | Zeit         | BS |
| 1      | Axel Teichmann         | 55:19,2 min  | 50 |
| 2      | Sami Jauhojärvi        | + 0,3 s      | 10 |
| 3      | Nikolai Tschebotko     | + 1,3 s      | 5  |
| 4      | Dario Cologna          | +1,8 s       | 30 |
| 5      | Martin Johnsrud Sundby | + 2,5 s      | 10 |
| 6      | Maxim Wylegschanin     | + 3,9 s      | 5  |
| 7      | Jens Filbrich          | + 4,0 s      |    |
| 8      | Petter Northug         | + 6,7 s      |    |
| 9      | Jaak Mae               | + 8,2 s      |    |
| 10     | Aivar Rehemaa          | + 13,8 s     |    |
| 11     | Andrus Veerpalu        | + 14,2 s     |    |
| 12     | Eldar Rønning          | + 14,5 s     | 10 |
| …      | …                      | …            |    |
| 24     | Toni Livers            | + 53,5 s     |    |
| 31     | Curdin Perl            | + 1:54,8 min |    |
| 36     | Tom Reichelt           | + 2:00,2 min |    |
| 50     | Martin Stockinger      | + 7:19,5 min |    |
| 54     | Harald Wurm            | + 9:41,7 min |    |

Anmerkung: BS = Bonussekunden

#### Val di Fiemme (Bergverfolgung)
Wie in den Vorjahren fiel die Entscheidung der Tour de Ski auf dem Final Climb im Val di Fiemme. Das Handicap-Damenrennen über neun Kilometer begann auf dem anfänglich flacheren Terrain damit, dass Virpi Kuitunen ihren Vorsprung auf die Verfolgerin Aino-Kaisa Saarinen bis Kilometer sechs auf über 50 Sekunden ausbaute. Die drittplatzierte Petra Majdič verlor anfangs auch Zeit auf Kuitunen, tat sich dann jedoch mit Saarinen zusammen. Gemeinsam holten die beiden Verfolgerinnen mehr als eine halbe Minute auf die Finnin an der Spitze auf, ehe wiederum Majdič Saarinens Tempo nicht halten konnte und von ihr abfiel. Dennoch gelang Kuitunens Landsfrau das Ein- und Überholen der Führenden, bei der letzten Zwischenzeit 900 Meter vor dem Ziel lag Saarinen 3,4 Sekunden vor der Vorjahreszweiten. Anders als im letzten Jahr, wo Kuitunen ihre Konkurrentin Charlotte Kalla gewinnen lassen musste, schaffte sie dieses Mal noch die Rückkehr an die Spitze. Nun gelang es Saarinen nicht mehr, Kuitunen zu halten, sodass diese zum zweiten Mal bei der Tour de Ski triumphierte. Über eine halbe Minute nach der Siegerin kam Petra Majdič ins Ziel, danach Justyna Kowalczyk aus Polen, die Italienerin Marianna Longa sowie die Norwegerin Therese Johaug, die sich mit der besten Laufzeit des Tages von Rang 11 auf den sechsten Platz vorschub. Einen schlechten Tag erwischte dagegen Johaugs Teamgefährtin Marit Bjørgen, welche sechs Plätze verlor und vom vierten auf den zehnten Rang zurückfiel. Insgesamt hatte sie auf den neun Kilometern fast vier Minuten auf Johaug verloren. Ebenfalls ein starkes Rennen absolvierte Kristin Størmer Steira, die sich dadurch wie Johaug noch in den Top 10 klassierte.
Bei den Männern ging der Führende Dario Cologna das Rennen wie Kuitunen schnell an, der Abstand auf Axel Teichmann wuchs bis zu Beginn des Anstiegs von 35 Sekunden auf eine Minute an. Dahinter hatte sich eine dreiköpfige Gruppe zusammengefunden, die aus dem Russen Wassili Rotschew sowie den beiden Norwegern Eldar Rønning und Petter Northug bestand. Diese Gruppe wiederum hatte mehr als eine Minute Vorsprung auf das eine große Verfolgergruppe von zehn Athleten. Schon während der ersten 500 Meter des Anstiegs fiel Rønning von Rotschew und Northug ab und wurde von der dahinterliegenden Gruppe überholt. Aus dieser setzte sich Giorgio Di Centa ab, der bis dahin ein starkes Rennen gelaufen war und auch Cologna einige Sekunden abgenommen hatte. Teichmann hatte 1,5 Kilometer vor dem Ziel auf der Alpe Cermis anderthalb Minuten Rückstand auf Cologna und noch zehn Sekunden Vorsprung auf Rotschew und Northug. Während der führende Schweizer auf dem letzten Kilometer einen beruhigenden Vorsprung hatte, hielt Teichmann sein knappes Zeitpolster von zehn Sekunden auf die beiden Verfolger. Mit nur zehn bis zwanzig Sekunden hinter diesen folgten die beiden Italiener di Centa und Pietro Piller Cottrer sowie der Franzose Jean-Marc Gaillard. Kurz nach dem letzten Zeitmesspunkt hielt Rotschew Northug nicht mehr, obwohl letzterer eher als Sprinter erfolgreich startete. Während Rotschew schnell von Giorgio Di Centa überholt wurde, kam Northug an Axel Teichmann heran und überspurtete diesen auf der Zielgeraden. Der Norweger hatte schließlich 59 Sekunden Rückstand auf Dario Cologna, der souverän die Tour de Ski gewann ohne dabei bei einer einzigen Etappe Schnellster gewesen zu sein. Di Centa kam als Vierter ins Ziel, dahinter Rotschew, Gaillard sowie Piller Cottrer. Vorjahressieger Lukáš Bauer aus Tschechien lief zwar noch von Rang 19 auf den elften Platz vor, verpasste aber dennoch mit mehr als zwei Minuten Rückstand auf Cologna die Top 10. Der Schnellste des Tages war jedoch überraschend der Kanadier Ivan Babikov, der dadurch allerdings im Gesamtklassement kaum profitierte und sich mit gut sieben Minuten Rückstand auf dem 36. Platz einreihte. Nur 1,5 Sekunden langsamer als Babikov war Tom Reichelt, welcher die Tour de Ski als 29. beendete.
Hinweis: In dieser Tabelle wird nur die Zeit genannt, die der jeweilige Athlet auf der Verfolgungsstrecke erreichte, nicht die Zeiten des Zieleinlaufs. Der Zieleinlauf ist entsprechend dem Endresultat der Tour de Ski.
| Frauen |                         |              |  |
| Platz  | Name                    | Zeit         |  |
| 1      | Therese Johaug          | 35:07,7 min  |  |
| 2      | Kristin Størmer Steira  | + 8,7 s      |  |
| 3      | Walentyna Schewtschenko | + 44,3 s     |  |
| 4      | Justyna Kowalczyk       | + 47,1 s     |  |
| 5      | Jewgenija Medwedewa     | + 54,6 s     |  |
| 6      | Anna Haag               | + 58,4 s     |  |
| 7      | Riitta-Liisa Roponen    | + 1:07,9 min |  |
| 8      | Stefanie Böhler         | + 1:10,8 min |  |
| 9      | Marianna Longa          | + 1:13,7 min |  |
| 10     | Larissa Kurkina         | + 1:35,3 min |  |
| 11     | Claudia Nystad          | + 1:48,7 min |  |
| 12     | Swetlana Malachowa      | + 1:49,7 min |  |
| …      | …                       | …            |  |
| 13     | Arianna Follis          | + 1:50,2 min |  |
| 14     | Aino-Kaisa Saarinen     | + 1:54,7 min |  |
| 15     | Petra Majdič            | + 2:04,6 min |  |
| 20     | Virpi Kuitunen          | + 2:19,2 min |  |
| 24     | Katrin Zeller           | + 2:32,8 min |  |
| 28     | Marit Bjørgen           | + 3:55,4 min |  |
| 29     | Kateřina Smutná         | + 4:18,8 min |  |

| Männer |                        |              |
| Platz  | Name                   | Zeit         |
| 1      | Ivan Babikov           | 33:51,2 min  |
| 2      | Tom Reichelt           | + 1,5 s      |
| 3      | Giorgio Di Centa       | + 3,2 s      |
| 4      | Matti Heikkinen        | + 12,0 s     |
| 5      | Lukáš Bauer            | + 15,2 s     |
| 6      | Jean-Marc Gaillard     | + 21,7 s     |
| 7      | Vincent Vittoz         | + 29,1 s     |
| 8      | Roland Clara           | + 31,4 s     |
| 9      | Maxim Wylegschanin     | + 32,6 s     |
| 10     | Toni Livers            | + 32,9 s     |
| 11     | Jiří Magál             | + 48,1 s     |
| 12     | Pietro Piller Cottrer  | + 48,7 s     |
| …      | …                      | …            |
| 13     | Petter Northug         | + 56,4 s     |
| 18     | Sami Jauhojärvi        | + 1:17,0 min |
| 22     | Dario Cologna          | + 1:20,8 min |
| 26     | Jens Filbrich          | + 1:27,6 min |
| 27     | Martin Johnsrud Sundby | + 1:29,5 min |
| 28     | Wassili Rotschew       | + 1:32,7 min |
| 30     | Curdin Perl            | + 1:35,9 min |
| 33     | Axel Teichmann         | + 1:49,5 min |
| 51     | Martin Stockinger      | + 4:48,1 min |
| 54     | Harald Wurm            | + 6:30,6 min |

Anmerkung: BS = Bonussekunden

## Weltcuppunkte
In dieser Liste werden die Athleten verzeichnet, die nach der Tour de Ski 2008/2009 auf den ersten zehn Rängen im Gesamtklassement lagen. Dazu werden die Punkte vor und nach der Tour de Ski sowie die Platzierungen bei den einzelnen Etappen genannt. Bei letzteren wurden Punkte nach dem folgenden Muster vergeben.
| Platz  | 1  | 2  | 3  | 4  | 5  | 6  | 7  | 8  | 9  | 10 | 11 | 12 | 13 | 14 | 15 | 16 | 17 | 18 | 19 | 20 | 21 | 22 | 23 | 24 | 25 | 26 | 27 | 28 | 29 | 30 |
| Punkte | 50 | 46 | 43 | 40 | 37 | 34 | 32 | 30 | 28 | 26 | 24 | 22 | 20 | 18 | 16 | 15 | 14 | 13 | 12 | 11 | 10 | 9  | 8  | 7  | 6  | 5  | 4  | 3  | 2  | 1  |

In der Gesamtwertung der Tour de Ski erhielten die besten 30 Sportler zudem noch die vierfache Anzahl der normalen Weltcup-Punkte des FIS-Punktesystems, der Sieger bekam also deren 400, der Zweite 320 usw.

### Erklärung
- Platz:  Die Platzierung des Läufers im Gesamtweltcup nach der Tour de Ski
- Name:  Der Name des Athleten
- 1-7: Die erreichte Punktzahl aus den ersten sieben normalen Weltcuprennen
- 8-14: Die Platzierungen und Punkte bei den Tour-de-Ski-Wettbewerben mit Links auf die einzelnen Wettkämpfe
- Ges.:  Die Platzierung in der Gesamtwertung und die damit verbundene Punktzahl
- Punkte:  Die Gesamtpunktzahl im Weltcup nach der Tour de Ski
- Anmerkungen
  - Bei der zweiten Etappe wurden Weltcuppunkte nach Zieleinlauf, nicht nach Rennergebnis vergeben.
  - Die Liste ist sortierbar: Durch Anklicken eines Spaltenkopfes wird die Liste nach dieser Spalte sortiert, zweimaliges Anklicken kehrt die Sortierung um. Durch das Anklicken mehrerer Spalten hintereinander lässt sich jede gewünschte Kombination erzielen.

Anmerkung: Durch die nachträglichen Disqualifikationen Julija Tschepalowas und Jewgeni Dementjews veränderten sich einige wenige Platzierungen in den letzten beiden Tageswertungen. Die untenstehende Liste folgt der offiziellen Ergebnisdarstellung unmittelbar nach Ende der Tour de Ski. Das bedeutet, dass hier die Disqualifikationen Tschepalowas und Dementjews nicht berücksichtigt ist.

### Frauen
| Platz | Name                   | 1–7    | 8           | 9           | 10          | 11          | 12          | 13          | 14          | Ges.         | Punkte |
| ----- | ---------------------- | ------ | ----------- | ----------- | ----------- | ----------- | ----------- | ----------- | ----------- | ------------ | ------ |
| 1.    | Aino-Kaisa Saarinen    | 397 P. | 8. (30 P.)  | 5. (37 P.)  | 2. (46 P.)  | 2. (46 P.)  | 3. (43 P.)  | 3. (43 P.)  | 15. (16 P.) | 2. (320 P.)  | 978 P. |
| 2.    | Virpi Kuitunen         | 271 P. | 7. (32 P.)  | 1. (50 P.)  | 17. (14 P.) | 1. (50 P.)  | 8. (30 P.)  | 1. (50 P.)  | 21. (10 P.) | 1. (400 P.)  | 907 P. |
| 3.    | Petra Majdič           | 389 P. | 3. (43 P.)  | 6. (34 P.)  | 3. (43 P.)  | 5. (37 P.)  | 2. (46 P.)  | 2. (46 P.)  | 16. (15 P.) | 3. (240 P.)  | 893 P. |
| 4.    | Justyna Kowalczyk      | 263 P. | 3. (43 P.)  | 3. (43 P.)  | 11. (24 P.) | 4. (40 P.)  | 26. (5 P.)  | 15. (16 P.) | 4. (40 P.)  | 4. (200 P.)  | 674 P. |
| 5.    | Marit Bjørgen          | 280 P. | 5. (37 P.)  | 2. (46 P.)  | 7. (32 P.)  | 3. (43 P.)  | 10. (26 P.) | 5. (37 P.)  | 29. (2 P.)  | 10. (104 P.) | 607 P. |
| 6.    | Arianna Follis         | 202 P. | 2. (46 P.)  | 4. (40 P.)  | 1. (50 P.)  | 16. (15 P.) | 1. (50 P.)  | 24. (7 P.)  | 14. (18 P.) | 8. (128 P.)  | 556 P. |
| 7.    | Marianna Longa         | 149 P. | 17. (14 P.) | 8. (30 P.)  | 12. (22 P.) | 6. (34 P.)  | 6. (34 P.)  | 4. (40 P.)  | 9. (28 P.)  | 5. (80 P.)   | 531 P. |
| 8.    | Kristin Størmer Steira | 200 P. | 29. (2 P.)  | 17. (14 P.) | 38.         | 8. (30 P.)  | 31.         | 10. (26 P.) | 2. (46 P.)  | 9. (116 P.)  | 434 P. |
| 9.    | Therese Johaug         | 130 P. | 26. (5 P.)  | 14. (18 P.) | 32.         | 7. (32 P.)  | 30. (1 P.)  | 9. (28 P.)  | 1. (50 P.)  | 6. (160 P.)  | 424 P. |
| 10.   | Pirjo Muranen          | 118 P. | 6. (34 P.)  | 7. (32 P.)  | 4. (40 P.)  | 18. (13 P.) | 13. (20 P.) | 6. (34 P.)  | 23. (8 P.)  | 12. (88 P.)  | 387 P. |

### Männer
| Platz | Name                   | 1–7    | 8           | 9           | 10          | 11          | 12          | 13          | 14          | Ges.         | Punkte |
| ----- | ---------------------- | ------ | ----------- | ----------- | ----------- | ----------- | ----------- | ----------- | ----------- | ------------ | ------ |
| 1.    | Dario Cologna          | 208 P. | 2. (46 P.)  | 1. (50 P.)  | 8. (30 P.)  | 15. (16 P.) | 5. (37 P.)  | 4. (40 P.)  | 23. (8 P.)  | 1. (400 P.)  | 835 P. |
| 2.    | Petter Northug         | 172 P. | 3. (43 P.)  | 9. (28 P.)  | 7. (32 P.)  | 28. (3 P.)  | 1. (50 P.)  | 8. (30 P.)  | 13. (20 P.) | 2. (320 P.)  | 698 P. |
| 3.    | Axel Teichmann         | 137 P. | 1. (50 P.)  | 2. (46 P.)  | 35.         | 1. (50 P.)  | 23. (8 P.)  | 1. (50 P.)  | 34.         | 3. (240 P.)  | 581 P. |
| 4.    | Sami Jauhojärvi        | 160 P. | 29. (2 P.)  | 4. (40 P.)  | 4. (40 P.)  | 40.         | 19. (12 P.) | 2. (46 P.)  | 19. (12 P.) | 10. (104 P.) | 416 P. |
| 5.    | Pietro Piller Cottrer  | 142 P. | 11. (24 P.) | 16. (15 P.) | 16. (15 P.) | 10. (26 P.) | 26. (5 P.)  | 16. (15 P.) | 12. (22 P.) | 7. (144 P.)  | 408 P. |
| 6.    | Wassili Rotschew       | 70 P.  | 8. (30 P.)  | 20. (11 P.) | 2. (46 P.)  | 16. (15 P.) | 7. (32 P.)  | 17. (14 P.) | 29. (2 P.)  | 5. (180 P.)  | 400 P. |
| 7.    | Giorgio Di Centa       | 56 P.  | 23. (8 P.)  | 8. (30 P.)  | 11. (24 P.) | 29. (2 P.)  | 12. (22 P.) | 22. (9 P.)  | 3. (43 P.)  | 4. (200 P.)  | 394 P. |
| 8.    | Martin Johnsrud Sundby | 155 P. | 49.         | 14. (18 P.) | 45.         | 2. (46 P.)  | 34.         | 5. (37 P.)  | 28. (3 P.)  | 8. (128 P.)  | 387 P. |
| 9.    | Jean-Marc Gaillard     | 39 P.  | 14. (18 P.) | 7. (32 P.)  | 3. (43 P.)  | 37.         | 29. (2 P.)  | 18. (13 P.) | 6. (34 P.)  | 6. (160 P.)  | 341 P. |
| 10.   | Lukáš Bauer            | 145 P. | 31.         | 15. (16 P.) | 48.         | 5. (37 P.)  | 49.         | 5. (37 P.)  | 28. (3 P.)  | 11. (96 P.)  | 336 P. |

## Preisgelder
|               | 1.          | 2.         | 3.         | … | 10.          | Täglich   | Gesamt      |
| ------------- | ----------- | ---------- | ---------- | - | ------------ | --------- | ----------- |
| Gesamtwertung | 131.250 CHF | 87.750 CHF | 43.750 CHF | … | 2.187,50 CHF | 2.500 CHF | 300.000 CHF |
| Sprintwertung | 010.000 CHF | 05.000 CHF | 02.500 CHF | – | –            | –         | 020.000 CHF |
| Teamwertung   | 010.000 CHF | 06.000 CHF | 04.000 CHF | – | –            | –         | 020.000 CHF |
| Etappe        | 05.000 CHF  | 03.000 CHF | 02.000 CHF | – | –            | –         | 010.000 CHF |

## Berichterstattung
In 59 Ländern, darunter auch in Deutschland, übernahm der Sportsender Eurosport die Liveübertragung der Tour de Ski. Dabei kommentierten Kommentator Stéphane Franke und Expertin Viola Bauer für die deutschsprachigen Zuschauer. Zusätzlich zu Eurosport sendeten in Deutschland auch die öffentlich-rechtlichen Rundfunkanstalten ARD und ZDF abwechselnd teils Liveberichte, teils Aufzeichnungen von der Tour de Ski. Beim ZDF moderierte Yorck Polus (ohne Experten), der Reporter war Peter Leissl, bei der ARD berichtete Jens-Jörg Rieck als Reporter von den Etappen. Aufgrund der guten Leistungen von Athleten aus der Schweiz wie Dario Cologna vor der Tour de Ski entschloss sich auch der Schweizer Sender SF zwei für eine Berichterstattung zur Tour de Ski. Dabei sollten einige Rennen live, andere in Aufzeichnungen übertragen werden. Insgesamt wurde das Finale am Schlussanstieg zur Alpe Cermis von zwölf Fernsehanstalten live gezeigt.

## Nachbetrachtung

### Tourverlauf

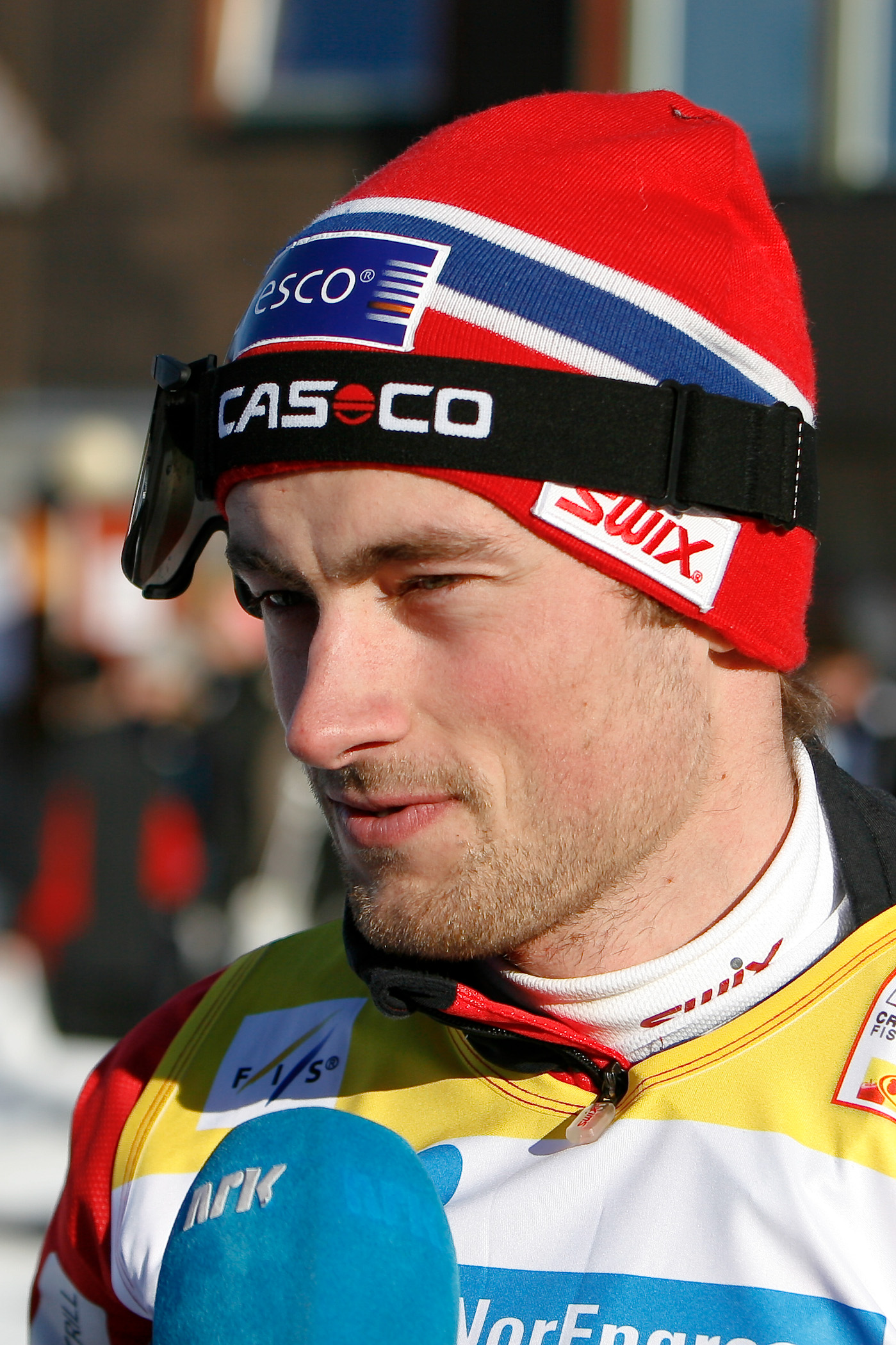
Petter Northug (hier beim Saisonfinale in Trondheim abgebildet) wurde von den Medien als einer der zukünftigen Hauptgegner Colognas ausgemacht.

Das Ergebnis der Frauen überraschte letztlich wenig, da Virpi Kuitunen bereits bei den ersten beiden Austragungen Erste und Zweite geworden war. Die Finnin selbst meinte, dass dieser Erfolg für sie schöner war als die vorherigen, da sie mehr um den Sieg habe kämpfen müssen. Ihre Landsfrau Aino-Kaisa Saarinen zeigte sich insgesamt zufrieden mit dem zweiten Rang hinter Kuitunen, wenngleich sie direkt nach der Tour „etwas enttäuscht“ war.
Bei den Männern kam Dario Colognas Sieg zwar unerwartet, war aber letztlich ungefährdet. Die nationalen Medien nahmen den Erfolg eines Schweizers in der eher als Randsportart betrachteten Disziplin Skilanglauf als größten Erfolg seit mehr als 20 Jahren auf; 1988 hatte Andreas Grünenfelder die olympische Bronzemedaille über 50 Kilometer gewonnen. Auch der Toursieger selbst äußerte sich zufrieden, als größeres Ziel gab er jedoch die Olympischen Winterspiele 2010 in Vancouver aus. Petter Northug, der wie Cologna erst 22 Jahre alt war, meinte, Cologna und er werden „in Zukunft oft gegeneinander kämpfen“. In den Medien war ebenfalls von einem beginnenden ewigen Duell die Rede. Der Sieger der Sprintwertung, Tor Arne Hetland, zeigte sich wie Axel Teichmann erfreut über den Ausgang der Tour de Ski. Das Fazit für die deutsche Männermannschaft zog der deutsche Bundestrainer Jochen Behle, der sich zufrieden über die Leistungen der männlichen Athleten, besonders über die von Axel Teichmann, zeigte.
Insgesamt bescheinigten Medien und Trainer der Tour de Ski einen positiven Verlauf, Jochen Behle kritisierte jedoch die Bevorteilung von Läufern, die im klassischen Stil und im Sprint Stärken besaßen. Der Norweger Vegard Ulvang, einer der Entwickler der Tour de Ski, sah hingegen im zweiten Rang des Freistil-Läufers Petter Northug bei den Männern ein Indiz dafür, dass die Mischung zwischen den Rennen der unterschiedlichen Stile stimmte. Am Schlusstag der Tour de Ski wurde zudem ihre Zukunft verkündet; da sie sich etabliert hatte und auch FIS-Präsident Gian-Franco Kasper von dem Etappenrennen überzeugt war, wird es bis mindestens 2013 fortgesetzt. In dieser Zeitdauer wird zudem immer Oberhof den Tourstart und Val di Fiemme samt Final Climb das Tourende bilden. Daneben bewarben sich Städte aus Österreich, Liechtenstein, der Schweiz, Deutschland sowie Tschechien um weitere Etappen.

### Auswirkungen auf den Weltcup
Wie erwartet veränderte sich durch die Vergabe der maximal erreichbaren 750 Weltcuppunkte (davon alleine 400 für den Sieg) die Gesamtwertung des Weltcups deutlich. Der bis dahin Führende bei den Männern, Ola Vigen Hattestad, fiel durch seine Nichtteilnahme auf den 13. Rang zurück, dagegen verbesserten sich Athleten wie Jean-Marc Gaillard oder Wassili Rotschew deutlich durch ihre gute Tour-Platzierung. Nicht so deutlich veränderte sich das Klassement der Damen; dort schaffte Virpi Kuitunen trotz ihres Sieges nicht die Übernahme der Spitze, an der weiterhin Aino-Kaisa Saarinen blieb. Beste Athletin ohne Tourteilnahme war zunächst Charlotte Kalla als 19.
Insgesamt bewirkten die 400 Punkte im Frauenweltcup an der Spitze wenig, hier siegte Justyna Kowalczyk (Tourvierte) vor Petra Majdič (Tourdritte). Die beiden Finninnen Saarinen und Kuitunen fielen auf die Ränge drei und vier zurück. Anders verlief es bei den Herren, wo Dario Cologna lange die Führung behielt, ehe Petter Northug beim vorletzten Weltcup wieder an die Spitze ging. Cologna sicherte sich jedoch beim Weltcup-Finale den Sieg im Gesamtweltcup, sodass bei den Männern zum dritten Mal in Folge nach Tobias Angerer und Lukáš Bauer der Tour-de-Ski-Gewinner auch zum Gesamtweltcupsieger wurde. Ola Vigen Hattestad konnte zwar noch viele Weltcuppunkte sammeln und den Sprintweltcup gewinnen, im Gesamtweltcup hatte er als guter Dritter jedoch großen Rückstand auf Cologna und Northug.